# Dusona longicauda
Dusona longicauda là một loài tò vò trong họ Ichneumonidae.